# Hemeroblemma leontia
Hemeroblemma leontia är en fjärilsart som beskrevs av Stoll 1790. Hemeroblemma leontia ingår i släktet Hemeroblemma och familjen nattflyn. Inga underarter finns listade i Catalogue of Life.

## Bildgalleri

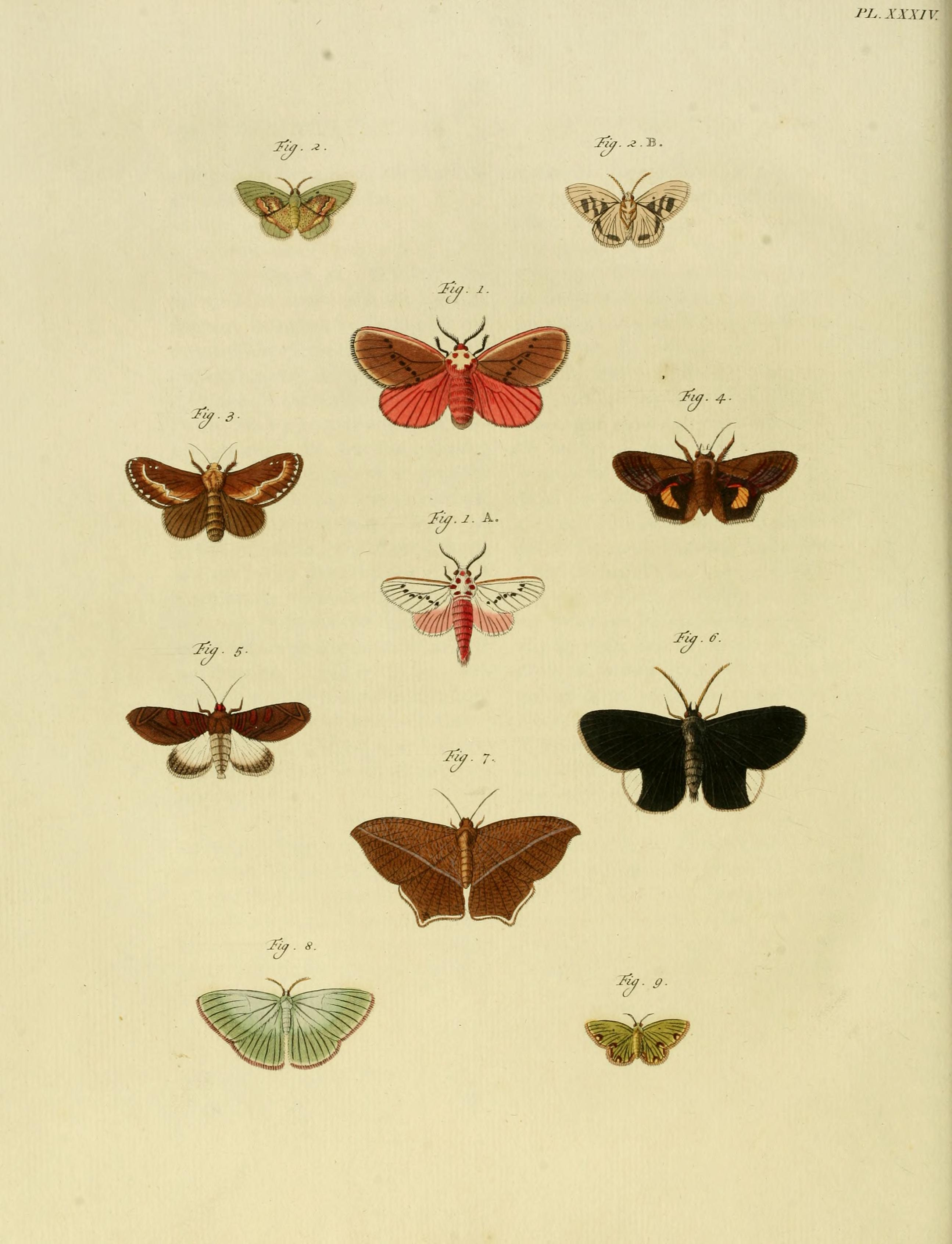